# 刘汉 (1916年)
刘汉（1916年9月—2008年8月12日），原名刘慕蕃，字汉云，男，山东文登人，中国人民解放军开国少将。。

## 生平
刘汉是山东文登县天福镇河北村人。1931年考入文登初级中学。1934年升学到山东省立济南师范学校读书。一二九运动后，参加山东各界救国会在济南师范的校内外活动，加入中华民族解放先锋队搞抗日救亡宣传。1975年7月平反恢复工作，任中国人民革命军事博物馆馆长。1983年9月调任总政治部宣传部正兵团职顾问。1985年2月离休。主持编写《罗荣桓传》。